# (1398) Donnera
(1398) Donnera – planetoida z grupy pasa głównego asteroid okrążająca Słońce w ciągu 5 lat i 221 dni w średniej odległości 3,15 au. Została odkryta 26 sierpnia 1936 roku w Obserwatorium Iso-Heikkilä w Turku przez Yrjö Väisälä. Nazwa planetoidy pochodzi od Andersa Severina Donnera (1854–1938), fińskiego astronoma, dyrektora obserwatorium w Helsinkach. Przed nadaniem nazwy planetoida nosiła oznaczenie tymczasowe (1398) 1936 QL.